# Toano Range

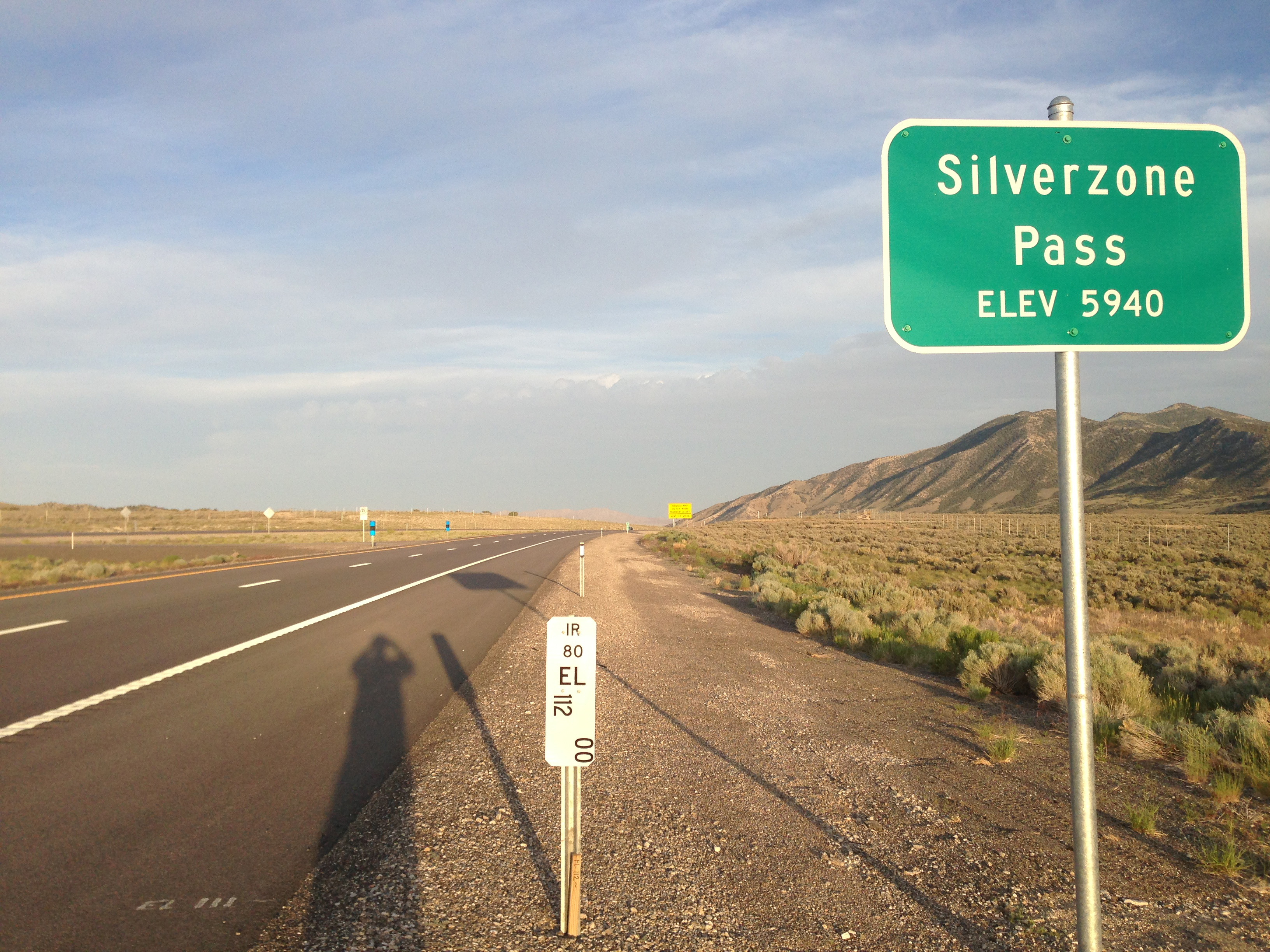
Delar av bergskedjan vid bildens högra sida.

Toano Range är en grupp av berg belägna i den östra delen av Elko County, i den nordöstra delen av delstaten Nevada i Great Basin-regionen i västra USA. Högsta punkten i kedjan når 2 450 meter över havet.